# Стадии Карнеги
Стадии Карнеги ("горизонты развития Стритера") — стадии эмбрионального развития человека от оплодотворения до 8 недели развития включительно. Выделение стадий эмбрионального развития по Карнеги основывается на работах Джоджа Стритера от 1942 года и работах О’Рейли и Мюллера от 1987 года. Название «стадии Карнеги» или «стадии по Карнеги» происходит от названия Института Карнеги в Вашингтоне, научного учреждения, где эта система классификации была разработана. Сам Эндрю Карнеги финансировал создание коллекции эмбриональных препаратов человека, но никак не участвовал в научной составляющей проекта.
В отличие от своих предшественников Джорж Стритер выделял стадии не на основе размеров эмбриона, а на основе их структурных особенностей - прежде всего на основе особенностей развития скелета. Стритер предложил разделить внутриутробное развитие человека на два периода "зародышевый" и "плодный". Зародышевый период, длящийся от оплодотворения до 56 дня, характеризуется формированием новых эмбриональных структур. К 56 дню развития все основные органы и структуры человека сформированы, и дальнейшее развитие (плодный период) характеризуется прежде всего ростом плода и изменением пропорций уже сформированных структур. Это тезис Стритера несёт множество допущений и имеет много исключений, однако сам Стритер счёл невозможным выделять стадии развития после 56 дня, поскольку выработанные им критерии (прежде всего особенности развития скелета) невозможно было применять, начиная с 9 недели. Стритер не работал с плодным периодом и сосредоточился на зародышевом периоде. Он выделил 23 стадии, но назвал их "горизонтами развития", чтобы избежать путаницы с другими системами классификации эмбрионального развития человека. Позднее в 80-е годы XX века заведующий коллекцией эмбриональных препаратов Института Карнеги Ронан О'Рахилли предложил перестать использовать термин "горизонт развития" и вернуться к понятному слову "стадия".
Система стадирования эмбрионального развития по Карнеги предоставляет удобную единую, универсальную классификацию стадий развития человека. Неоднократно предпринимались попытки перенести стадии Карнеги на развитие других животных. Однако такие попытки не прижились. Для более точного учёта специфических особенностей эмбрионального развития у конкретных видов хордовых животных, а также для обеспечения возможности подразделения процесса эмбрионального развития на более мелкие стадии, для многих широко применяемых модельных организмов в эмбриологии и биологии развития изобретены специальные системы стадирования, предназначенные только для эмбрионов этого вида. Такова, например, система стадий Гамбургера-Гамильтона для эмбрионов курицы.
Стадии Карнеги не используются в практической медицине. Акушеры, исследующие эмбрионы с помощью аппаратов УЗИ, не могут хорошо различить эмбриональные структуры и ориентируются на размер эмбриона. Специалисты ЭКО, культивирующие эмбрионы in vitro, используют собственную периодизацию, так как стадии Карнеги очень не точно описывают первую неделю развития. Однако стадии Карнеги сыграли важную роль для изучения развития систем органов на анатомических препаратах.
Приведённое здесь количество дней является лишь приблизительным, и отражает количество дней, прошедшее с момента последней перед наступлением беременности овуляции, а не с момента зачатия (оплодотворения яйцеклетки сперматозоидом), так как точный момент зачатия обычно неизвестен. Этот постовуляторный возраст эмбриона следует отличать от гестационного возраста (или, иначе, акушерского возраста), который обычно исчисляют не от даты последней овуляции, а от даты последней менструации.
Ниже приведены стадии Карнеги для эмбриона человека.

### Стадия 1: 1-й день
- Зачатие (оплодотворение яйцеклетки сперматозоидом и формирование зиготы);
- Образование полярных телец.

Эмбрион на стадии Карнеги 1 является одноклеточным существом. Эта стадия делится на три последовательных подстадии — 1a, 1b и 1с.

### Стадия 2: 2-3 дня
- Дробление зиготы;
- Образование морулы;
- Уплотнение образовавшейся клеточной массы.

### Стадия 3: 4-5 дней
- Образование бластоцисты и формирование в ней внутренней полости — бластоцеля
- Дифференцировка клеток бластоцисты на клетки трофобласта и внутреннюю клеточную массу (клетки эмбриобласта).

### Стадия 4: 6 дней
- Образование синцитиотрофобласта;
- Образование цитотрофобласта;
- Образование амниотической эктодермы.

### Стадия 5: 7-12 дней
- Имплантация эмбриона
- Образование зародышевого диска
- Образование двухслойного зародышевого диска
- Образование первичного желточного мешка
- Образование амниотической полости

### Стадия 6: около 17 дней
- Образование первичной полоски
- Образование первичной бороздки (бластопора)
- Образование первичного узелка
- Образование хориона и ворсин в нём
- Образование вторичного желточного мешка

### Стадия 7: около 19 дней
- Гаструляция и образование гаструлы
- Образование первичной нервной пластинки
- Начало процесса эмбрионального кроветворения (гемопоэза)
- Образование нотохорды

### Стадия 8: около 23 дней
- Образование первичной ямки

### Стадия 9: около 25 дней
- Образование желобка нервной трубки (нервного желобка, нервной бороздки)
- Образование нервных валиков (нервных складок)
- Образование поперечной перегородки
- Образование плакод
- Зачаточное сердце

### Стадия 10: около 28 дней
- Образование двух челюстных дуг (они же подъязычные дуги, гиоидные дуги, жаберные дуги)
- Образование сердечной петли
- Образование промежуточной мезодермы

### Стадия 11: около 29 дней
- Образование венозных синусов
- Образование Вольфова канала

### Стадия 12: около 30 дней
- Образование зачатков верхних конечностей

### Стадия 13: около 32 дней
- Образование первичных перегородок между предсердиями
- Образование первичного межпредсердного отверстия

### Стадия 14: около 33 дней
- Образование зачатков мочевыделительных и половых органов

### Стадия 16: около 39 дней
- Образование зачатков нижних конечностей

### Стадия 17: около 41 дня
- Плотное прикрепление эмбриона к задней стенке матки, завершение формирования плаценты и пуповины

### Стадия 18: около 44 дней
- Образование вторичной перегородки в сердце